# Li Jianrou
Li Jianrou (chiń. 李坚柔; ur. 15 sierpnia 1986) – chińska łyżwiarka specjalizująca się w short tracku. Złota medalistka olimpijska z Soczi.
Triumfowała w biegu na dystansie 500 metrów. W dorobku ma również szereg medali mistrzostw świata. W 2012 zdobyła złoto w wieloboju, na dystansie 1500 metrów oraz w rywalizacji sztafetowej oraz srebro na 1000 metrów. W 2011 triumfowała w sztafecie.